# Ватагин, Александр Иванович
Александр Иванович Вата́гин (род. 28 января 1957 года) — советский и российский военный инженер, офицер Военно-Морского Флота, проходил службу командиром группы водолазов в морских частях специального назначения Каспийской военной флотилии, гидронавт-испытатель, сотрудник 40 ГНИИ Министерства обороны, Герой Советского Союза (24.01.1991), капитан 1-го ранга (19.02.1980).
Общественный и политический деятель. Председатель Центрального Совета Всероссийского добровольного общества «Спортивная Россия», с 2003 по 2004 год возглавлял ДОСААФ России и являлся председателем Социалистической единой партии России, членом Высшего совета блока «Родина», в настоящее время заместитель председателя Генерального совета Социалистической единой партии России.
Руководитель ряда предприятий военно-промышленного комплекса. С 1995 года — Генеральный директор ООО «Информационно-консалтинговый центр „Альтернатива-Скат“», с 2004 года — генеральный директор ФГУП «Завод им. В. Я. Климова», а после его акционирования в 2009 году — исполнительный директор ОАО «Климов» в составе Объединённой двигателестроительной корпорации ОАО «ОПК „Оборонпром“».
С 1998 года — исполнительный директор, а затем председатель совета региональной общественной организации «Координационный совет Героев Советского Союза, Героев Российской Федерации, Героев Социалистического Труда» (Санкт-Петербург). С 2017 года – председатель комиссии по безопасности, противодействию коррупции, взаимодействию с правоохранительными органами Общественной палаты Санкт-Петербурга.

## Биография
Родился 28 января 1957 года в деревне Осетище Шумячского района Смоленской области. Отец Александра работал в лесничестве и сельском совете, а мать была медицинским работником. С 1964 по 1972 год учился в Студенецкой восьмилетней школе. После окончания седьмого класса за отличную учёбу был премирован путёвкой во Всесоюзный пионерский лагерь «Орлёнок», где впервые увидел море и решил стать моряком. В 1974 году окончил 10 классов Шумячской средней школы. В 1975 году поступил на кораблестроительный факультет Высшего военно-морского инженерного ордена Ленина училища им. Ф. Э. Дзержинского. В 1976 году на факультете, где учился Александр, открылась специализация «аварийно спасательная, водолазная», на которую он перешёл на втором курсе. На пятом курсе училища вступил в члены КПСС.

### Служба в Военно-Морском флоте
В 1980 году окончил училище по специальности военный инженер-кораблестроитель, был направлен испытателем — водолазным специалистом учебной испытательной группы в морских частях специального назначения Каспийской военной флотилии. В 1981 году окончил 6-й Высший специальный офицерский класс ВМФ СССР, продолжил службу на флотилии командиром группы, старшим водолазным специалистом.
...на глубине 350 метров начинали появляться звуковые галлюцинации. На третьи сутки такого погружения я научился управлять этими звуками — организовывал сам себе музыку.
С 1985 по 1995 год проходил службу в 40 ГНИИ Министерства обороны. Участвовал в аварийно-спасательных, водолазных и подводно-технических работах, организовывал и проводил испытания новых образцов водолазного снаряжения и специальной техники, в том числе сверхмалой подводной лодки «Тритон-2», двухместного носителя водолазов «Тритон-1М», группового носителя водолазов «Сирена», индивидуальных подводных буксировщиков и экранопланов.
Участвовал в испытаниях одной из самых засекреченных в ВМФ СССР сверхмалой подводной лодки «Пиранья», экипаж которой — всего три человека, но на борт лодка способна принять группу диверсантов — до шести боевых пловцов. Автономность ПЛ — 10 суток, глубина погружения — до 200 метров, предназначалась для разведки в мелководном Балтийском море.
Ватагин проработал под водой общей сложностью более трёх тысяч часов. В 1990 году руководил группой из шести испытателей, осуществившей первый в СССР эксперимент по длительному пребыванию и работе на глубине 500 метров: 32 суток, из них десять — на глубине 500 метров.
Указом Президиума Верховного Совета СССР от 24 января 1991 года за успешное выполнение специального задания командования, и проявленные при этом мужество и героизм, старшему научному сотруднику — водолазному специалисту капитану 3-го ранга Ватагину Александру Ивановичу присвоено звание Героя Советского Союза с вручением ордена Ленина и медали «Золотая Звезда» (№ 11641).
В 1991 году участвовал в глубоководных испытаниях по теме «Кинопроба», результаты которых легли в основу разработки подводной техники нового поколения. Принимал участие в подготовке высококлассных водолазных специалистов и в освоение ими новой водолазной техники. Автор более 30 научных работ по проблемам подготовки и работы водолазных специалистов.
В 1995 году был одним из руководителей первого в России длительного научного эксперимента — двухнедельного гипербарического погружения испытателей капитана 2 ранга А. Г. Храмова (одноклассник Ватагина по училищу) и капитана 1-го ранга В. С. Сластена на глубину 500 метров, в ходе которого над гидронавтами был проведён ряд научных опытов и медицинских наблюдений, призванных лучше изучить проблемы пребывания человека на сверхглубинах.
В 1995 году капитан 1 ранга А. И. Ватагин уволился с действительной военной службы в запас.

### Дальнейшая жизнь
В 1995 году Ватагин стал организатором создания региональной общественной организации бывших военнослужащих спецназа армии и флота «РОС». В том же году стал генеральным директором ООО "Информационно-консалтинговый центр «Альтернатива-Скат», с 1998 года — исполнительный директор, а затем председатель совета региональной общественной организации «Координационный совет Героев Советского Союза, Героев Российской Федерации, Героев Социалистического Труда», председатель центрального совета Общероссийской общественной организации Всероссийское добровольное общество «Спортивная Россия». Участвовал в реализации программ подготовки к празднованию 300-летия Петербурга и 60-летия победы в Великой Отечественной войне 1941—1945 годов.

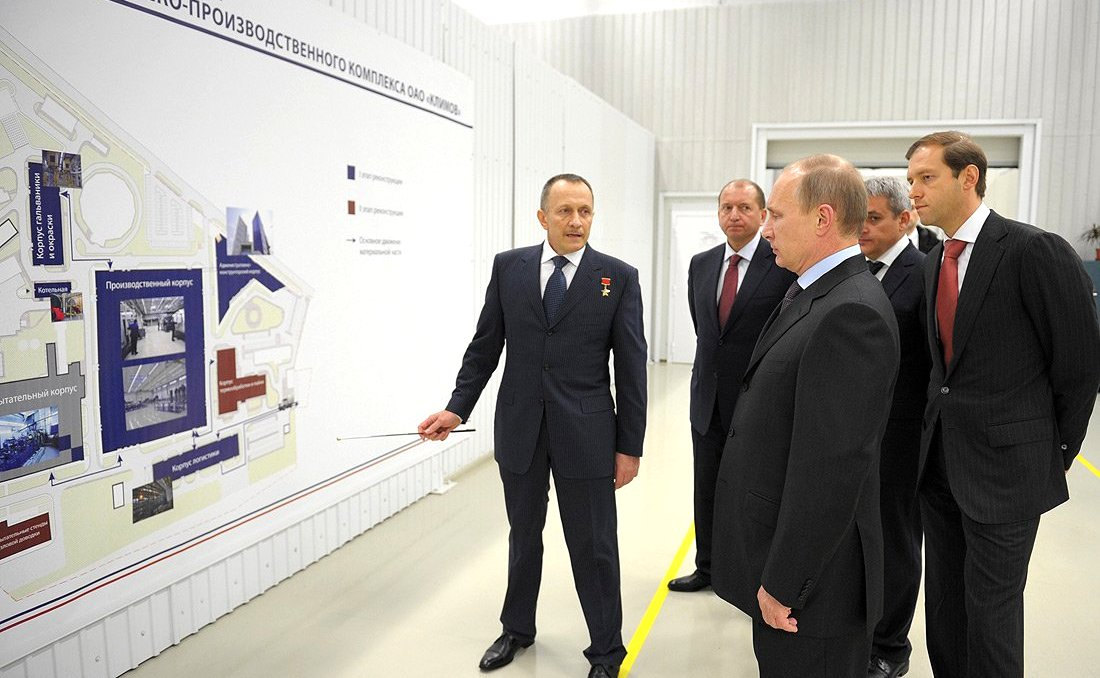
Доклад генерального директора ОАО «Климов» А. И. Ватагина президенту РФ В. В. Путину во время его посещения предприятия (22 ноября 2013 года)

С 2002 по 2003 год являлся Председателем Центрального Совета Всероссийского добровольного общества «Спортивная Россия», с 2003 по 2004 год возглавлял ДОСААФ России. С 2003 года являлся председателем Социалистической единой партии России и членом Высшего совета блока «Родина». 21 января 2004 года Александр Ватагин совместно с Дмитрием Рогозиным, Сергеем Бабуриным и Юрием Скоковым подписал специальное заявление, в котором официально отказался поддержать кандидата в президенты РФ Сергея Глазьева. В феврале 2004 года на съезде СЕПР на высшую должность в партии вместо Ватагина был избран Василий Шестаков. В настоящее время Ватагин является заместителем председателя Генерального совета СЕПР.
В 2004 году был назначен генеральным директором ФГУП «Завод им. В. Я. Климова» — предприятием, которое занимается разработкой, производством и сервисным обслуживанием двигателей для вертолётов, а также реактивных двигателей для истребительной авиации. Старожилы авиастроительной индустрии презрительно называли его «водолазом», а он им отвечал «Я не водолаз, я космонавт, только гидро-, и главное — какой результат». За три года он сумел вывести предприятие из кризиса. Несмотря на непогашенные долги по зарплате, налогам, первым делом он принял решение по внедрению на заводе автоматизированной системы управления, оснащению конструкторского бюро современными информационными технологиями и благодаря этому объём реализации продукции завода стал расти быстрыми темпами. С 2009 года — исполнительный директор ОАО «Климов» в составе Объединённой двигателестроительной корпорации ОАО «ОПК „Оборонпром“». 
В 2017 вошел в состав Общественной палаты Санкт-Петербурга, возглавил комиссию по безопасности, противодействию коррупции, взаимодействию с правоохранительными органами. 
Председатель Региональной Общественная Организация «Координационный Совет Героев Советского Союза, Героев Российской Федерации, Героев Социалистического труда».
Женат, в семье двое детей и трое внуков.

## Взгляды и мнения
О воинской службе:

Школа службы в Вооруженных Силах в наше время — одна из лучших школ по выработке характера и формирования личности.— А. И. Ватагин
О социальной справедливости:

…миллионы наших земляков, в большинстве своём работоспособных и талантливых, находятся в унизительном положении. И государство от этого проигрывает — во всех отношениях. Идею социальной справедливости нельзя выбрасывать за борт истории. Без неё невозможен дальнейший экономический рост. Я стал социалистом, чтобы помочь россиянам и России преодолеть экстремальную ситуацию— А. И. Ватагин

## Награды и звания
- Герой Советского Союза (24 января 1991 года, медаль «Золотая Звезда» № 11641);
- орден Почёта (10 июня 2014);
- орден Ленина (24 января 1991);
- медали[3].